# هانز إلزيرمان
هانز إلزيرمان (بالهولندية: Hans Elzerman)‏ (مواليد 17 أكتوبر 1954) هو سبّاح هولندي، مثّل بلاده في الألعاب الأولمبية الصيفية 1972.

## روابط خارجية
هانز إلزيرمان على موقع أوليمبيديا (الإنجليزية)